# .an
.an was het internetlandcodetopleveldomein van de voormalige Nederlandse Antillen. Het werd onderhouden door de Universiteit van de Nederlandse Antillen. Met de verwijdering van AN uit de ISO 3166-1 alpha2-standaard werden nieuwe ISO-codes toegekend: CW voor Curaçao, SX voor Sint Maarten en BQ voor Bonaire, Sint Eustatius en Saba. Deze dienen als basis voor nieuwe ccTLDs: .cw, .sx en .bq. Van deze domeinnamen is alleen .bq nog niet in gebruik genomen.
Het einde van het .an-topleveldomein stond gepland op 31 oktober 2014, maar de Universiteit van de Nederlandse Antillen begon al op 31 oktober 2013 met het verwijderen van .an-domeinnamen. Uiteindelijk werd .an op 3 augustus 2015 uit de root zone verwijderd.